# 大邱站 (大邱地铁)
大邱站（：／ Daegu yeok */?）是韓國大邱地鐵1號線沿線的一座地下車站，位於大邱廣域市北區七星洞2街。

## 車站構造
站體為2面2線側式月台的地下車站，候車月台設有月台幕門，並有4處出口。

### 月台配置
| 中央路 ↑   |
| \| 上      |
| ↓ 七星市場 |

| 月台 | 路線               | 目的地                       |
| ---- | ------------------ | ---------------------------- |
| 上行 | ●大邱都市铁道1号线 | 半月堂、中央路、舌化椧谷方向 |
| 下行 | ●大邱都市铁道1号线 | 東大邱站、半夜月、安心方向   |

## 歷史
- 1998年5月2日：落成啟用。
- 2003年2月18日：因大邱地铁纵火案而关闭。
- 2003年10月21日：車站重新开放。

## 車站周邊
- 大邱歌劇院（朝鲜语：대구오페라하우스）
- 大邱市民體育館
- 大邱市民運動場（朝鲜语：대구시민운동장）
- 大邱市民運動場棒球場
- 校洞市場
- 七星市場（朝鲜语：칠성시장）
- 七星花卉鳥市
- 七星洞郵局
- 大邱北部消防署
- 樂天百貨大邱店
- Home plus（朝鲜语：홈플러스）大邱店
- 大邱銀行（朝鲜语：대구은행）統一路分行
- 大邱站（韓國鐵道公社）

## 圖片

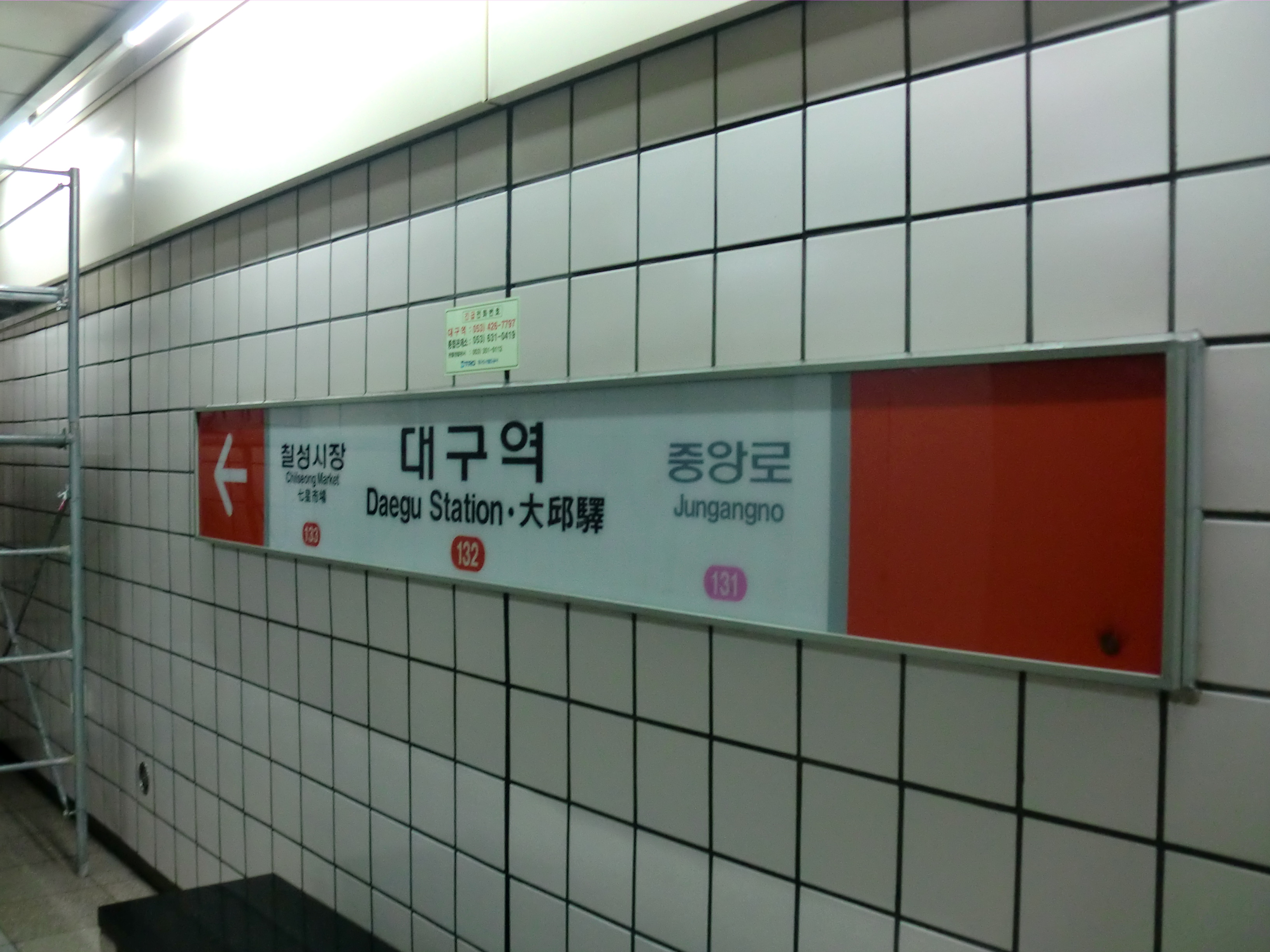
站名牌
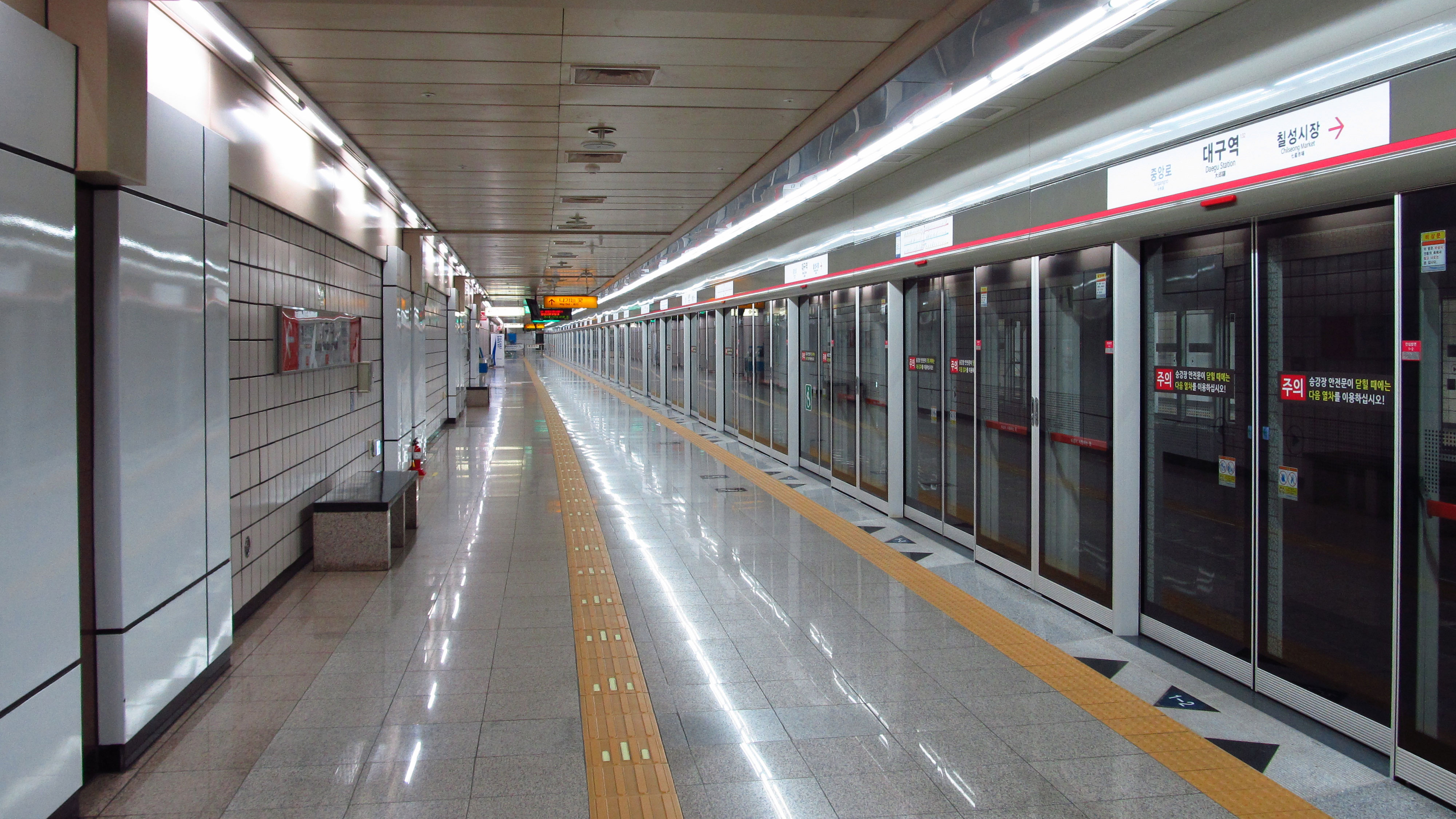
候車月台
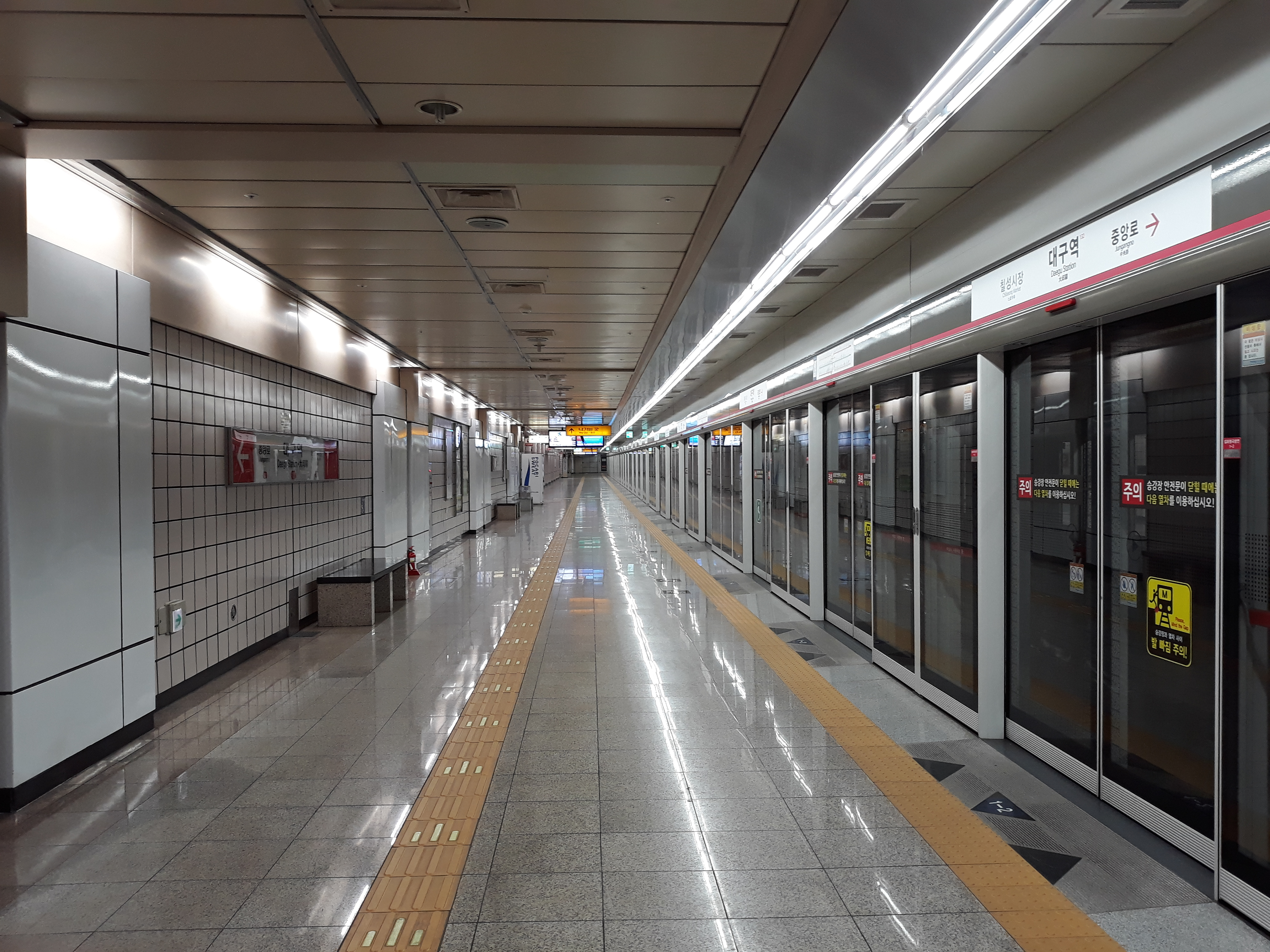
候車月台
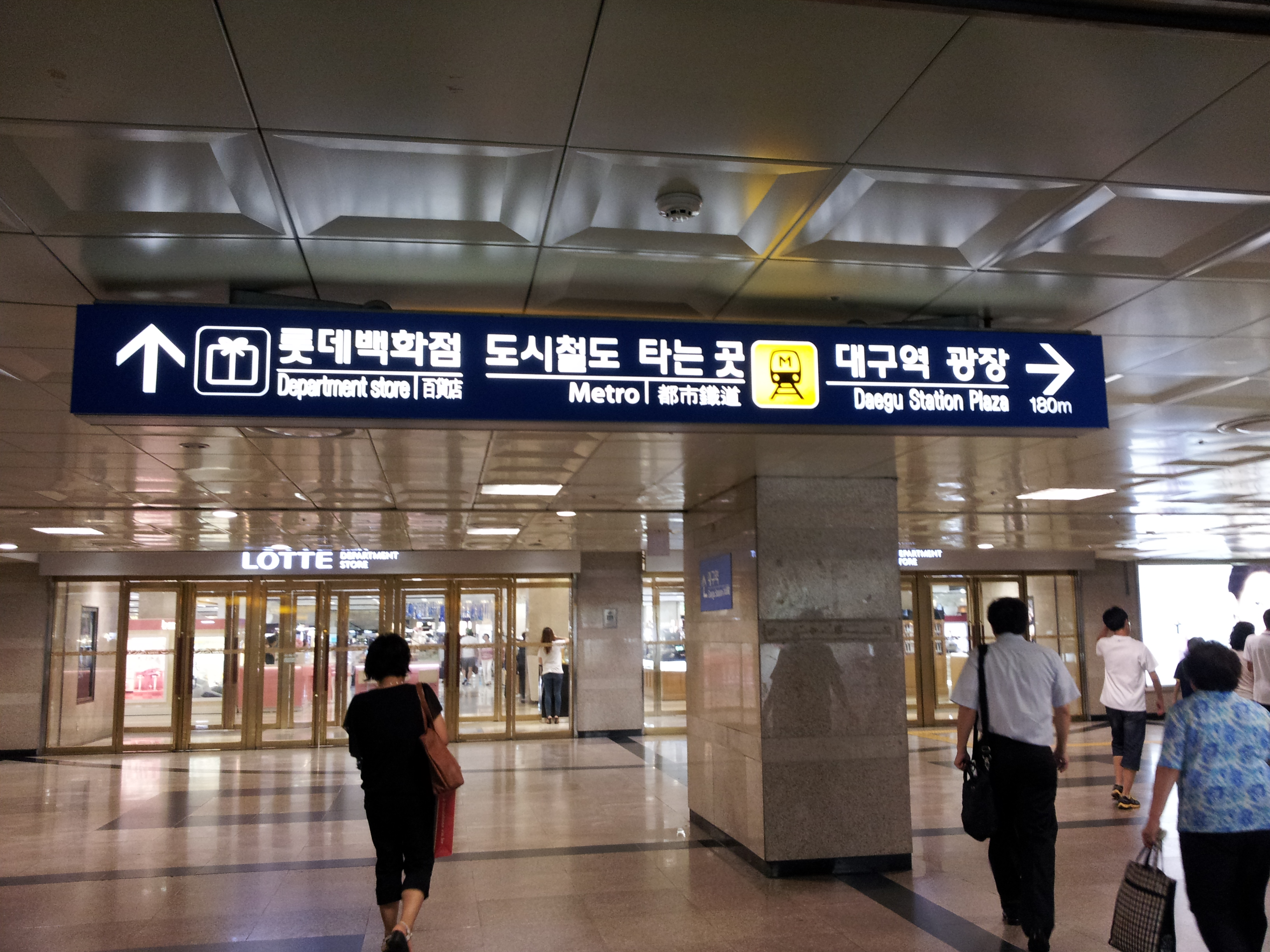
車站通道

## 相鄰車站
大邱都市鐵道公社
●大邱都市铁道1号线
中央路（131）－大邱（132）－七星市場（133）